# Astragalus acormosus
Astragalus acormosus är en ärtväxtart som beskrevs av Nina Alexandrovna Basilevskaja. Astragalus acormosus ingår i släktet vedlar, och familjen ärtväxter. Inga underarter finns listade i Catalogue of Life.